# Seznam argentinskih igralcev pola
Seznam argentinskih igralcev pola.

## H
- Alberto Pedro Heguy starejši
- Horacio A. Heguy
- Ignacio »Nachi« Heguy